# 馬爾賈
馬爾賈（阿拉伯语：مرجع，羅馬化：Marja'）在阿拉伯語及波斯語裡解作「追隨的根源」。在什葉派伊斯蘭教裡，這個術語專指伊斯蘭教法的最高權威人物。學者馬修·C·韋爾斯（Matthew C. Wells）指出，馬爾賈接受過伊斯蘭教法學的教育，是最出眾的法學家，有領導社群的資格。在什葉派十二伊瑪目派的教條裡，一位在人生裡展示出優秀品格和智慧的教士可獲「馬爾賈塔格利德」（羅馬化：Marjaʿ taqlīd）的稱號，意思是「仿效的泉源」，受到穆斯林的追隨。其中最純樸、公正和正直的「馬爾賈塔格利德」被稱為「馬爾賈塔格利德穆特拉克」，意為最高、絕對的仿效泉源。
與馬爾賈職能相關的典章制度被稱為馬爾賈制，在19世紀變得十分重要。馬爾賈可頒佈伊斯蘭教令，包括法律論述，闡明和釐清日常生活遇到的法律問題。對於許多什葉派穆斯林來說，馬爾賈的見解就是「一錘定音」，所以他們可以發揮很大的影響力，一位強勢的馬爾賈可以聚攏他的支持者，形成一股強大的勢力。理論上在世的馬爾賈應只有一位，但有時候同時存在多於一位馬爾賈，例如1975年就曾經有多達七位馬爾賈。

## 語義
馬爾賈一詞源自阿拉伯語，在字面原義上解作重回、歸去或來自的地方，源自閃米特語族的三個字根r、j及'。這個詞語與另一個阿拉伯詞語「馬阿德」（羅馬化：Ma'ad）有密切的關係。馬阿德同時是限定詞和不定詞，限定詞是指「某人或某物歸去之地」，不定詞有「回到（某處）」的意思。《古蘭經》裡有多處使用了這個詞語來形容真主是理想的歸宿，又把馬爾賈作為馬阿德的同義詞使用，塔巴里、法赫爾丁·拉齊及伊本·卡希爾的經注都認為馬阿德就是歸宿，而馬爾賈就是動詞「歸去」。這個詞語在波斯語裡的讀音與阿拉伯語略有不同。
馬爾賈在現代阿拉伯語裡引申出源頭的意思。在許多字典裡，它與另一詞語「馬斯達爾」（羅馬化：Masdar）的字義相同。可是，學者馬哈茂德·希特·哈塔卜認為馬斯達爾源自較早的伊斯蘭教文獻，是按真主直接啟示而寫，而馬爾賈一詞則是後人所創，多見於二次來源。
後綴詞塔格利德的字根q、l、d來自「蓋勒德」（羅馬化：Qald）一詞，意指纏繞或盤繞。由於項鏈多數都是盤編而成，因此這個字詞指稱項鏈。塔格利德是它的主動動詞，有戴上項鏈的意思。把韁繩圍在駱駝的頭頸上亦可用這個字詞來形容。它有更深層的用法，暗指把責任放在某人身上，因為把項鏈戴在他的身上可隱含這個意思。傳統的伊斯蘭教法學家則把塔格利德定義為「某人不了解另一人的理論，但接受了他的做事方法」，可表示不加以論證而根據他人的言論行事或接納他人的言論。

## 歷史
根據什葉派最大教派十二伊瑪目派的說法，在先知穆罕默德逝世後，領導什葉派的十二位伊瑪目是完美無暇的人。他們相信第十二代伊瑪目穆罕默德·馬赫迪·蒙塔扎爾在878年隱遁，並認為他一直在世，直至末日審判來臨之前重新現身。伊瑪目隱遁造成了宗教權力真空，使他到底能不能把權力下放給他人及是否已下放權力成為了問題。在13世紀，什葉派學者穆哈基格·希里提出，可被稱為穆智台希德的法律學者是隱遁伊瑪目的代理人，他們所說的話就是「真主之法」。到16世紀末，十二伊瑪目派法學家認為他們集體接收了伊瑪目的權力，成為伊瑪目的代理人。
他們在薩非王朝統治時期強調穆斯林要依循伊智提哈德（通過穆智台希德詮釋法律）、伊赫提亞特（存疑時採取審慎態度）和塔格利德（仿效）的原則來履行伊斯蘭教法的宗教義務。遇到宗教難題而需要尋求一個最高司法權威來裁決成為必然，除了確立了有仿效的必要之外，他們又認為應要在眾多學者之中找出最見識卓著的一位去仿效，因此馬爾賈便是所有什葉派穆斯林追求的參照對象，是地位最高的穆智台希德。

### 創建
什葉派薩非王朝設有薩德爾一職，用以管理清真寺、伊斯蘭學校及宗教捐獻。在1533年，薩非王朝沙阿（國王）塔赫瑪斯普一世把「當世穆智台希德」的稱號賜給法學家阿里·卡拉基·阿米利（羅馬化：'Ali al-Karaki al'Amili），至高的宗教職權便由穆智台希德一人獨攬。為了加強對薩德爾的控制，塔赫瑪斯普一世放權給卡拉基，使他可以任命領禱者、法官及其他職位，使教士得以制度化。教士和穆斯林要遵守卡拉基及其他高級穆智台希德的法律詮釋。
可是，到薩非王朝統治末期及卡扎爾王朝建立時，什葉派學者與沙阿的關係變得疏遠，促使他們有意自行指定一位馬爾賈，包括薩德爾在內的什葉派穆斯林都會遵從這位馬爾賈的見解和言行。學者穆罕默德·巴吉爾·貝赫巴哈尼指出，每位穆斯林都必須要選定一位穆智台希德作為仿效的對象。研究伊朗的美國學者尼基·凱蒂認為，什葉派需要「遵守在世穆智台希德的裁決，使他們得到的權力根基要比遜尼派學者強大得多」。當時有一些什葉派穆斯林認為應明確按照《古蘭經》、聖訓及伊瑪目的訓示行事，反對採納伊智提哈德作為法源，這一派被稱為阿赫巴爾派，但貝赫巴哈尼稱其為異端。
什葉派教士在卡扎爾王朝時期受到賽義德·阿里·穆罕默德的挑戰，他首先聲稱自己是隱遁伊瑪目的「門途」，隨後又自稱隱遁伊瑪目，認為應廢除伊斯蘭教法。在卡扎爾王朝的支持下，什葉派教士得以鏟除他的巴比運動所帶來的威脅。蘇非主義和其他類似巴比運動的異端反而迫使什葉派發展馬爾賈的機制。這種仿效制度得到進一步發展，什葉派學者之間的階層等級愈發分明，學者及作為「仿效根源」的馬爾賈增多，什葉派學者圈子裡開始承認馬爾賈這個階級。

### 近代發展

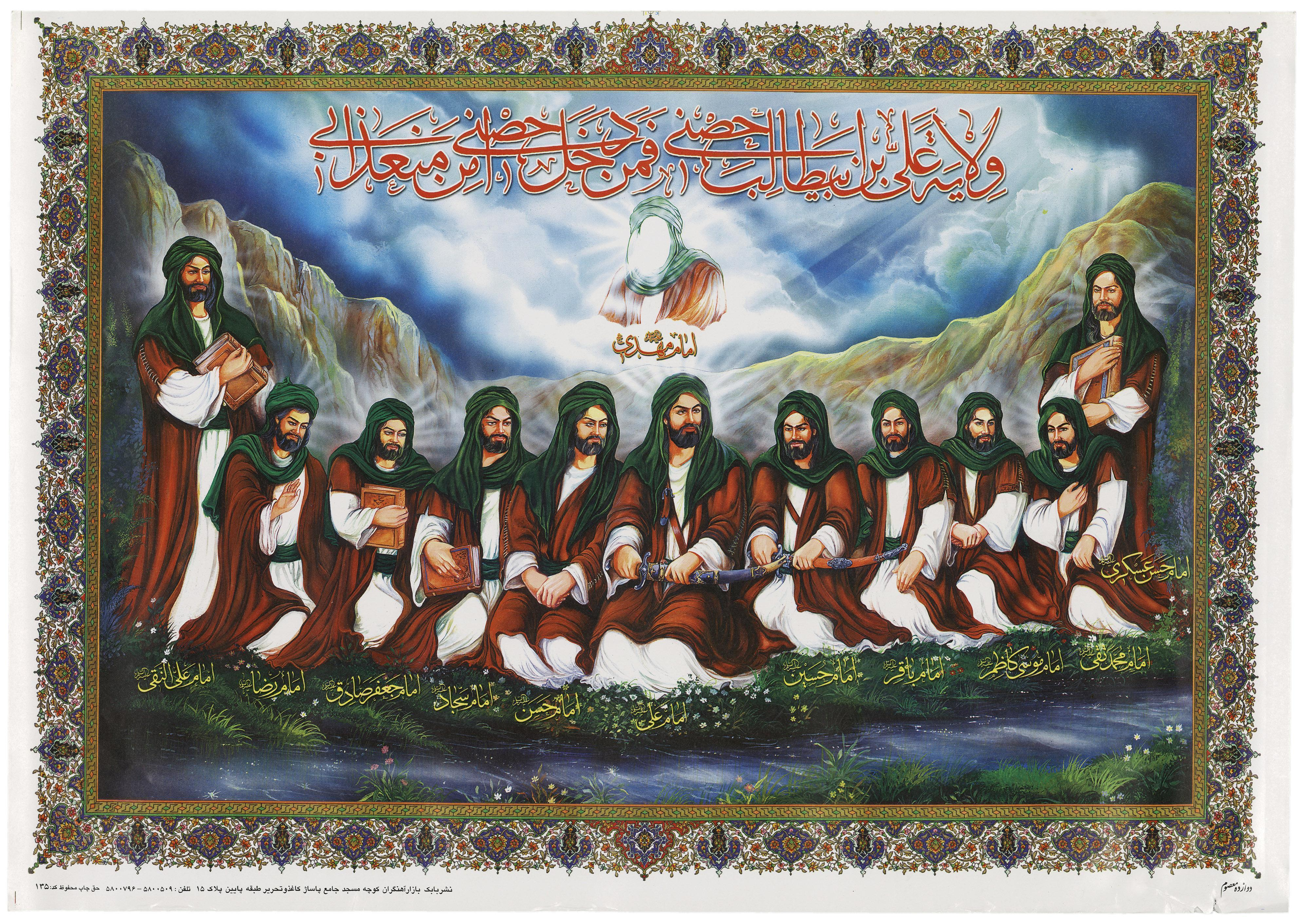
十二伊瑪目派尊崇的十二位伊瑪目。該派認為在他們離世和隱遁後，穆斯林社群可由馬爾賈領導。

隨著阿赫巴爾派的式微，支持伊智提哈德的烏蘇勒派得以在納傑夫復興。此外，奧斯曼帝國與波斯簽署了和約，到納傑夫和卡爾巴拉朝覲的穆斯林激增，促進了聖城經濟和宗教學校的發展。穆罕默德·哈桑·納傑菲率先成為廣受承認的馬爾賈，繼承納傑菲的納傑夫神學院領導人穆爾塔達·安薩里成為了第一位廣受什葉派世界承認的馬爾賈。
安薩里的個人魅力和品格把什葉派仿效馬爾賈的概念發揚光大。在他之前，追隨和仿效單一馬爾賈並非什葉派穆斯林的常規做法。他詳細闡述了法學家是代替隱遁伊瑪目執掌司法權，並明確表示在法律事務上有必要遵從穆智台希德的意見。他甚至表示穆斯林不能背棄他們遵從的某位穆智台希德，轉而遵從另一位的見解，除非後者的學識更超卓。在安薩里時期，什葉派教士形成了由一位或多位馬爾賈主導的鬆散權力架構，使法學家成為了穆斯林與真主之間的中間人。
安薩里在1864年逝世後一直也沒有繼後之人，直至19世紀末才有米爾扎·設拉子得到廣泛認可。此前的馬爾賈只在宗教事務上發聲，但設拉子積極在社政方面發揮影響力。作為英國傀儡的阿富汗統治者阿布杜爾·拉赫曼汗屠殺信奉什葉派的哈扎拉人，設拉子去信英國女王，試圖從中斡旋保護阿富汗的少數什葉派。在反對英國人壟斷煙草專利的煙草抗議期間，設拉子更頒佈了教令，禁止穆斯林買賣和吸食煙草以示杯葛，引發強烈的迴響，最後迫使納賽爾丁沙阿讓步，收回專利權。
設拉子在1895年逝世，隨後馬爾賈塔格利德穆特拉克（最高馬爾賈）一位懸空。由於馬爾賈得以獨攬大權有往績可鑑，競逐者紛紛磨拳擦掌。在德黑蘭，法茲盧拉·努里及米爾扎·哈桑·阿什蒂亞尼都自稱學識鶴立雞群，但得不到穆斯林社群的正面反饋。學者阿布德·哈迪·海里（Abd Hadi Hairi）稱「如果某時段內同時存在多位資歷相當的穆智台希德，其中一些或可同時被認為是獨一的馬爾賈」，例如穆罕默德·侯賽因·納伊尼、阿卜杜勒卡里姆·海里·亞茲迪和阿布·哈桑·伊斯法哈尼都是身處同一時代的馬爾賈。
在這段時間，塔巴塔巴伊·亞茲迪進一步發展了安薩里的理論，他認為遵行一位穆智台希德的法律見解是每位成年的什葉派穆斯林必備的條件，宗教禮典不遵從穆智台希德的指導是不可接受，使馬爾賈成為信眾仿效指標的現行概念得以成形。

### 布魯傑迪與霍梅尼
在1946年，侯賽因·布魯傑迪成為什葉派唯一一位馬爾賈。馬爾賈的權勢在此時達至頂峰。布魯傑迪與波斯的統治者和前任馬爾賈都沒有明顯的鬥爭，教士階層與政府的關係相對融洽。據稱布魯傑迪享有「馬爾賈塔格利德亞艾拉姆」或「馬爾賈亞艾拉」的罕見稱銜，前者的意思是最博學的仿效泉源，後者則有最高來源的含義，以示他在阿亞圖拉（高級穆智台希德）之間獨特的至上地位，所有人皆聽從他的意見。
1961年布魯傑迪逝世，造成什葉派教士階級的權力真空。許多資歷出色的著名阿亞圖拉都躍躍欲試，以圖替代布魯傑迪，包括來自馬什哈德的穆罕默德·哈迪·米拉尼、來自大不里士的穆罕默德·卡齊姆·沙里亞特馬達里、來自納傑夫的穆赫辛·哈基姆及來自庫姆的穆罕默德-禮薩·戈爾佩加尼及魯霍拉·穆薩維·霍梅尼。雖然布魯傑迪曾經致函穆赫辛·哈基姆，承認他是頂尖的馬爾賈塔格利德，當時的沙阿穆罕默德-禮薩·巴列維也試圖加以干預，提拔非伊朗人和不熟悉波斯事務的阿亞圖拉領導什葉派，但沒有人能夠獨佔馬爾賈塔格利德。
隨著哈基姆在1970年逝世，什葉派宗教領導權的問題再次成為爭議，雖然哈基姆在生前指名阿布·卡西姆·胡維成為馬爾賈，但無人可以獨佔鰲頭，也沒有共識認為將會有人可以像布魯傑迪那樣成為毫無爭辯、唯一的馬爾賈，對於馬爾賈的角色性質和其在積極參政與潛心學術的平衡問題上亦引發了巨大的分歧。一些積極參政的伊朗教士推舉流亡在外和反對沙阿政權的霍梅尼，庫姆有48位教士向他發電報以表支持，而希望霍梅尼失勢的沙阿則傾向支持立場溫和的沙里亞特馬達里和艾哈邁德·洪塞里，胡維則在納傑夫得到較多人的支持。
要成為馬爾賈必須要先發表與伊斯蘭教法學有關的論著，特別是宗教實務手冊。霍梅尼在發表了他的《伊斯蘭教法論說》後就完成了成為馬爾賈的常規程序，許多人開始奉他為馬爾賈。透露積極發聲抗議沙阿政權，他開始成為國民的宗教領導人。學者哈米德·阿爾格引述霍梅尼的盟友阿克巴爾·哈什米·拉夫桑賈尼稱，當時的人們不僅意識到布魯傑迪留下的空缺得到填補，還期盼霍梅尼可以更穩固、全面和有效地領導他們。
霍梅尼進一步擴展了十二伊瑪目派的理論，主張只要伊瑪目仍處於隱遁的狀態下，馬爾賈就必須承擔宗教和政治上的領導角色，代表伊瑪目處理世俗和宗教事務。這個理論在1979年訂立的《伊朗伊斯蘭共和國憲法》裡被奉為圭臬，當中第5條列明在伊瑪目繼續隱遁的情況下，有資格詮釋法律的一位法學家或一群法學家有權領導國家。霍梅尼的論點是，如果伊斯蘭國家要完全奉行伊斯蘭教法，那就必須要由最精通法律的專家來監管，亦即是馬爾賈。他在晚年又修訂了他的學說，主張馬爾賈不受伊斯蘭教法所限，可自行確立法律，又稱如果「伊斯蘭國家受到威脅」，馬爾賈甚至可以廢除信仰支柱。

### 現代
1989年通過的憲法修訂案廢除了法基赫（伊斯蘭教法學家）必須是馬爾賈的要求，法基赫更側重於其政治資歷而非使宗教資歷，因此宗教資歷相對較淺的阿里·哈梅內伊得以成為法基赫。霍梅尼在世時，馬爾賈及法基赫的職權皆集於他一身，但隨著他的逝世及任命了宗教資歷相對較淺的哈梅內伊成為新的法基赫，法基赫的憲法地位與什葉派傳統的權力架構出現了錯位。霍梅尼、沙里亞特馬達里、胡維、謝哈布丁·馬拉希·納傑菲及戈爾佩加尼相繼逝世令馬爾賈的權勢萎縮。作家艾哈邁德·哈希姆（Ahmed Hashim）認為「這對政權自視為伊斯蘭國家的概念造成嚴重打擊」，因為在霍梅尼後，伊朗再也不是由最傑出的馬爾賈領導，哈梅內伊尋求獲得馬爾賈的身分來獲得像霍梅尼那樣的全面權力和最高權威。
黎巴嫩的什葉派教士在霍梅尼逝世後出現分歧，有一派認為黎巴嫩的穆罕默德·侯賽因·法德拉拉學識超卓，認證他為馬爾賈，另一派則因認同哈梅內伊的政見而擁戴他。法德拉拉不認同馬爾賈需要超卓的學識與法律見識，指出這樣會忽略了宗教在其他方面的事務，包括政治，也會有損於什葉派的團結和發展。他呼籲摒棄穆斯林要追隨和仿效馬爾賈的宗教義務，並認為一位理想的馬爾賈應在法律、社會和政治上表現出成熟的素質。法德拉拉心目中的理想馬爾賈就是什葉派版本的現代教宗，他的角色不局限在其對教法的學識上。

## 資格
一位穆智台希德要成為馬爾賈需要符合一些既定標準。什葉派教士同意候選的穆智台希德必須滿足這些條件：成熟、睿智、虔誠、公正及合法婚姻所出的男性，當中一些是介定人的主觀看法，例如公正或虔誠與否，因此得到現存馬爾賈的認證有利於候選人獲得認可。由於馬爾賈並非通過投票產生，候選人的名望要透過學生的數量、信任他的支持者數量及願意仿效他的人數來判斷。委任一人成為馬爾賈並無正式的機制和程序，不經授予獲得，而是經十二伊瑪目派的廣泛共識默認。
馬爾賈必須接受過阿拉伯語、邏輯、神學、經注、聖訓及法學方面的教育，而且必須接受著名學者的指導和參加課程來獲得認證。首先，他必須接受平均三至五年的教育學習文法、修辭及邏輯，繼而再在接下來的三至六年內學習法學和實在法，最後還要積極參加座談及神學院的辯論，以取得穆智台希德的頭銜。他的教學和著作一般都被認為是可證明他對法學和邏輯推論有高水平的認識，據指寫作一部法學手冊就是表明候選人有意成為馬爾賈的表態。這部法學手冊總結和歸納了候選人的法學見解，但所有馬爾賈都要寫作一部法學手冊要到塔巴塔巴伊·亞茲迪在1918年逝世後才成為慣例。
什葉派教士穆罕默德·巴基爾·薩德爾提到馬爾賈的虔誠和學識可使他們免於偏離正軌，又稱「馬爾賈虔誠到讓伊斯蘭教控制他的生活和行為」。一些人還把「非愛財之人」列作馬爾賈的資格。第十一位伊瑪目哈桑·阿斯卡里在解釋一則聖訓時就提到「一般人追隨的法基赫是克己自制的，他們可以抵受物質的引誘，例如權力和財富，遵照真主的意志並將之傳達給他人」。至於公正的要求則是指候選人要能履行他的義務，不行違反教義之事，或具備本心向虔、克己自制的品格。有時又會考慮候選人的聽力和視力，以及他的自主能力，即非奴隷身份。
在年齡方面，儘管什葉派崇拜的伊瑪目阿里和侯賽因都被形容是年輕的勇士，但主流宗教領袖的形象都是長者，年輕人執掌權力大多不受學者和大眾歡迎。在性別上，霍梅尼認為女性可以成為穆智台希德，但不可以成為他人仿效的馬爾賈，設拉子及另一位阿亞圖拉穆罕默德·法澤勒·蘭卡拉尼都予以認同。阿亞圖拉阿卜杜勒·賈瓦迪·阿莫利解釋女性不能成為馬爾賈的原因是這會令她們接觸到「沒有親屬關係的男性」。法德拉拉認為傳統上馬爾賈必須是男性的要求是「過去父權社會的背景和社會風俗傳承所致」，他指出男女在理性思維上並無差別，因此「如果女性具備所需的才智、技能和德行，不禁止她們成為馬爾賈」。

### 霍扎
霍扎是指什葉派傳統的宗教教育中心。什葉派法學家在這裡接受教育，以便成為馬爾賈。這些宗教學院在穆智台希德及馬爾賈的指導下運作，其中最重要的兩所霍扎分別位於伊朗的庫姆及伊拉克的納傑夫。霍扎的資深老師和學生都可以影響馬爾賈的遴選結果，學者德溫·J·斯圖爾特指出現代的馬爾賈離不開這個機構。

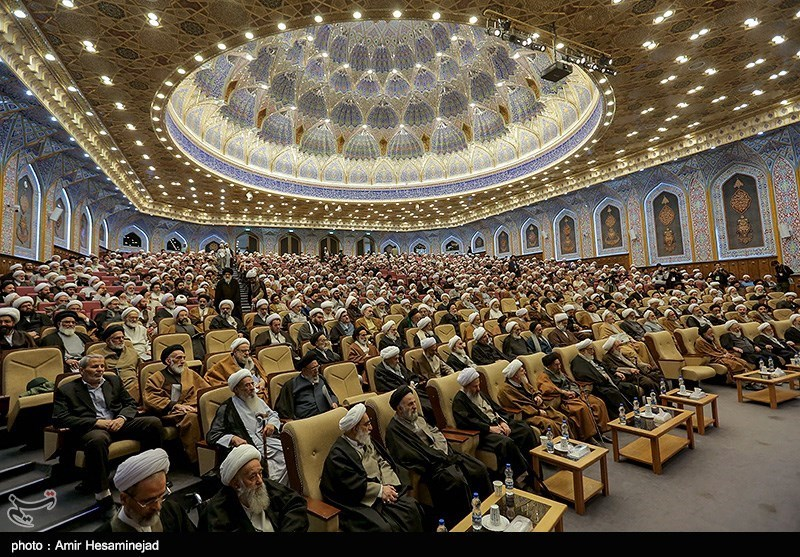
2016年庫姆霍扎的教師年度會議

馬爾賈的候選人首先需要在霍扎裡建立名望，資歷相當的同輩必須認可他是資深穆智台希德，他的老師必須認證他有能力採用伊智提哈德詮釋法律。為了證明自己的能力，應有許多學生參加候選人的講課，寫作和發表他的學說。此外，向學生提供生活補貼亦有助於馬爾賈建立名望，馬爾賈和他的學生都可以藉此相得益彰。學生可以減輕經濟負擔，馬爾賈亦可以因此吸引更多的學生和追隨者。事實上，能夠發放更多補貼的馬爾賈意味著他有更多的支持者，拔高了他的名聲。學者邁克爾·M·J·費希爾稱「資金可以收買穆斯林群眾投票選出馬爾賈塔格利德」。

## 角色及權力
十二伊瑪目派相信，伊瑪目繼承了先知穆罕默德的權力，最後一位伊瑪目把他的權力授予穆智台希德，由這些穆智台希德代為管治十二伊瑪目派的社群。由於社群裡不是所有人都有能力自行決定和判斷如何應用伊瑪目的法律，因此一般穆斯林需要跟從穆智台希德的指導，以穆智台希德作為他們的參照和仿效對象。穆智台希德獲得授權運用自己的判斷力（伊智提哈德）來裁定宗教法律事務。
追隨穆智台希德的穆斯林被稱為穆蓋利德（羅馬化：Muqallid）。得到更多穆蓋利德追隨的穆智台希德有更重要的地位，一位獲大批穆蓋利德持續追隨的穆智台希德就是大眾的參照對象，亦即是馬爾賈。伊拉克什葉派精神領袖阿里·西斯塔尼稱「所有無力應用伊智提哈德的人都要全心全意仿照穆智台希德的模範，將之應用在自己的行為裡，糾錯自醒，這是宗教義務」。通過曾經接觸過馬爾賈的可信之人轉介，穆蓋利德可以諮詢、追隨和仿效馬爾賈，亦可參照馬爾賈的法律著作，因此影響力大、深得穆蓋利德相信其宗教權威的馬爾賈是強權人物。

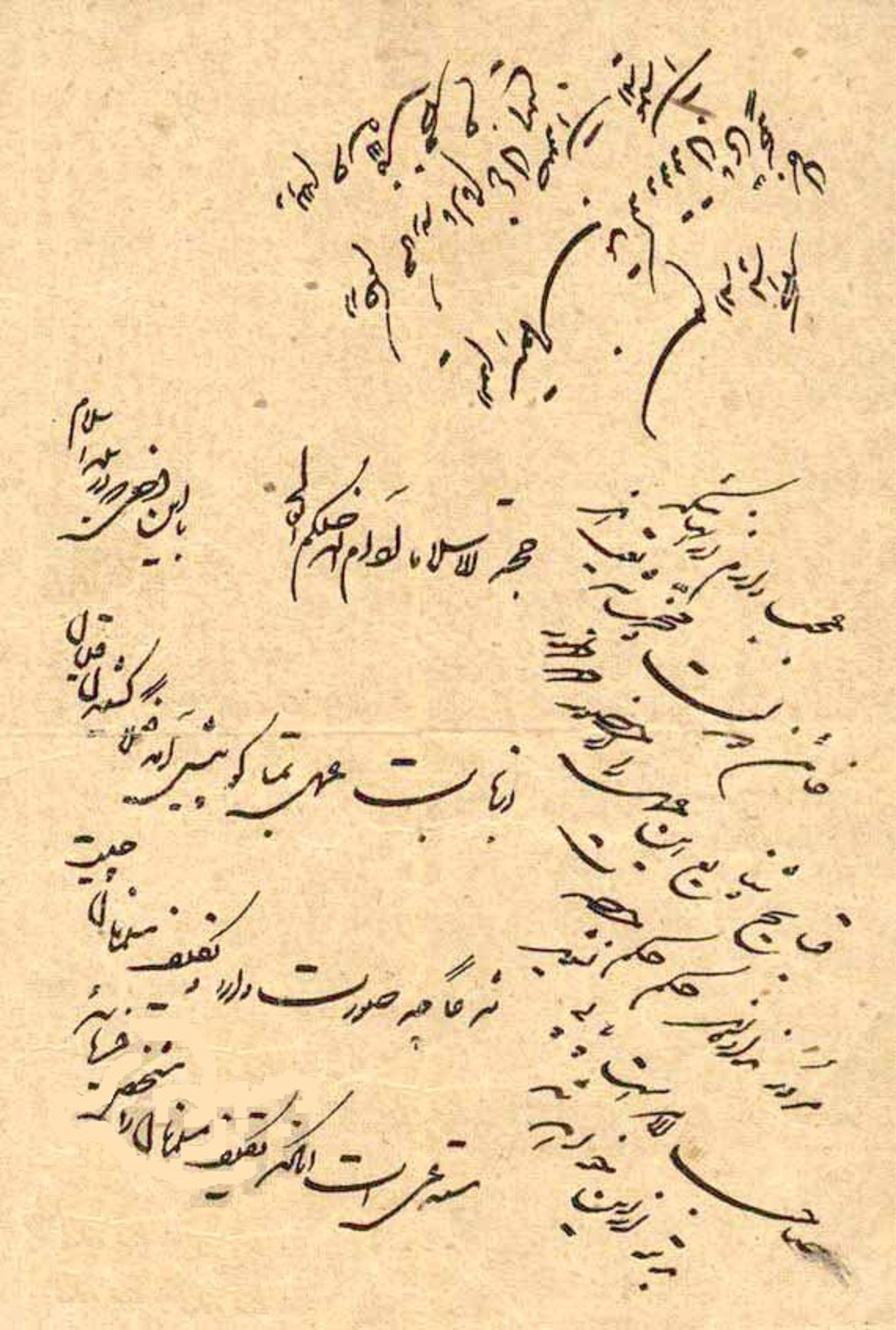
米爾扎·設拉子簽發的煙草抗議教令

### 宗教
馬爾賈可頒佈伊斯蘭教令及闡釋日常生活遇到的宗教問題，包括應用宗教法律的論述。一般的法律學者頒佈的伊斯蘭教令是無約束力的法律意見，但馬爾賈頒佈的教令對效忠於他的追隨者而言有約束力。穆斯林可以就困擾他們的任何問題向馬爾賈書面提問，馬爾賈根據《古蘭經》、聖訓等法律根基作出解答，並通常寫成教令表明什葉派的立場。一些馬爾賈甚至編集了他們的教令及問答集在網上發佈，讓更多的受眾查閱。在煙草抗議期間，設拉子身為備受認可的馬爾賈，頒佈了教令，稱「只要煙草的銷售掌握在異教徒的手裡」，就應禁止抽煙。全國各地皆有民眾打破他們的水煙壺，甚至宮中的婦女都不再抽煙，最終令沙阿撤回專營權。
馬爾賈亦可收取宗教稅（天課及胡姆斯），並把相關稅款用於慈善機構、神學院及他的學生，亦用於宣教、幫助孤兒及有需要的賽義德（哈桑和侯塞因的後裔）旅行者。原本胡姆斯（按什葉派穆斯林年度收入的五分之一收取）是支付給當地的教士，但當馬爾賈出現後就集中在馬爾賈手裡。馬爾賈在各地有他們的代表，負責收取和運用這些稅款，例如賈拉魯丁·拉克馬特和艾哈邁德·巴拉格巴就是哈梅內伊在印尼的代表。
由馬爾賈領導的什葉派教士得以支配大量資金，宣揚什葉派信仰。據報19世紀的馬爾賈安薩里的年收入相當於9000英鎊，繼承他成為馬爾賈的設拉子亦收到同等數額的資金和捐獻。布魯傑迪則把登記和收取宗教稅的流程現代化，使庫姆神學院在1970年代後期更有能力組織教士抗議政權。霍梅尼按照「法基赫的監護」學說建立了伊斯蘭共和國，雖然他聲稱先知的權力委託予法基赫，因此在伊瑪目隱遁期間，稅款應繳納給他，但他在隨後指示稱「不要改變人民與教士的關係，宗教稅及其繳付方式應保持不變：馬爾賈一直都按照緩急輕重把它們用於霍扎及宗教相關事宜」，他又自願把自己以前收取的宗教資金轉移給霍扎。

### 政治
在波斯薩非王朝建立後，儘管有一些什葉派教士積極參政，但教士階級大抵上都不關心政治，這意味著他們與統治階層不會相左。什葉派的政治靜默表明，對於他們而言，「政治的最大價值是安全保障，而非社會公義，因為他們需要有很強的能力才能管治和維持法律秩序，維持他們在宗教上的虔誠形象更容易」。不過，什葉派神學認為隱遁伊瑪目的權威由教士承傳，獨享理解和解釋伊斯蘭教法的資格，形成「世俗政權掌握實權，威信則託付給法學家」的現象。

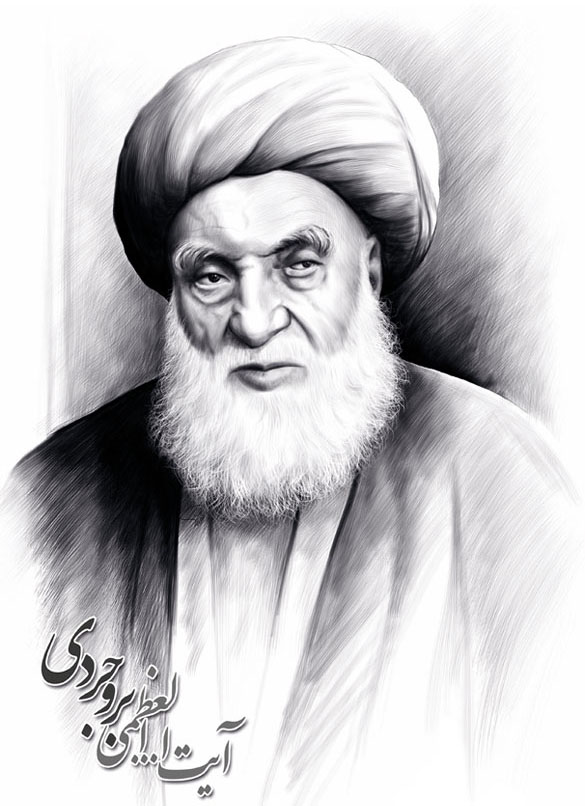
馬爾賈侯賽因·布魯傑迪堅持不干預政治的取態。

到了巴列維王朝，禮薩汗試圖限制教士一直享有的特權。馬爾賈海里衡量過挑戰政權的風險後決定採取靜默。布魯傑迪也依從海里的務實作風，不捲入政治紛爭。當發現法律明顯與宗教教條相左的時候，他仍會在教士的傳統界線內發表他的見解，與波斯立憲革命後的大部分教士一樣奉行不干預政治的立場。即使到禮薩汗在1941年被廢黜及涉政成為宗教圈子裡的熱話之際，布魯傑迪仍堅持這個立場。
至於在伊拉克，那裡的什葉派教士沒有土地的控制權和高度的財政獨立，因此伊拉克馬爾賈並沒有激化的誘因，但18至19世紀的事態發展再也無法阻止他們遠離政治。在1919年，伊拉克馬爾賈米爾扎·塔基·設拉子開啟了積極參與政治的作風。他在什葉派教士的支持下要求英國任命麥加謝里夫（聖城領袖）侯賽因·本·阿里的兒子阿里·本·侯賽因為伊拉克國王，因為由一位哈希姆家族成員出任掛名國王可使他聽從什葉派教士的指引。他在1920年末頒佈教令，在神學上合法化反叛英國的統治。設拉子的抗爭發揮了重要作用，促使英國轉向支持伊拉克的遜尼派。
可是，後來納傑夫神學院的馬爾賈胡維、戈爾佩加尼、哈桑·塔巴塔巴伊·庫米都是秉持反政治化的靜默派。曾經有胡維的學生提問伊斯蘭教及聖訓是否允許教士出任國家元首、議員等政府官職，胡維回答說不。在庫姆的霍梅尼起初也與他的老師布魯傑迪一樣遠離政治，但他在1942年著有《揭秘》一書闡述了他的政治意識形態，認為國家應按照伊斯蘭教法來管治，又設想由教士建立的一個議會來監察伊斯蘭教法的執行。
在布魯傑迪逝世後，霍梅尼開始評論時政。他提出的「法基赫的監護」學說把馬爾賈的權力擴張到政治領域。在1970年後，霍梅尼越來越頻繁地批評納傑夫的什葉派宗教領導人對政治冷感，多次以斥責、懇求的口吻呼籲納傑夫的學者採取反對沙阿的行動。在1971年10月31日，霍梅尼發表講話譴責沙阿計劃籌辦波斯帝國成立2500周年慶典，他在講話的開首提到法學家有義務向政府提出建議、批評弊政、引起人們對時弊的關注。
在革命後，「法基赫的監護」得以體現在憲法上。作為伊斯蘭教法最出色的專家，他們要捍衛國家的伊斯蘭教特色。根據憲法的第5及第107條，最大的憲政權力掌握在這些「最高領袖」的法學家手上。霍梅尼得以委任司法系統幾乎所有高官，幾乎完全掌控軍隊及有權宣戰，又可批核最高領袖的候選人和解任總統，以及選拔憲法監護委員會成員。在1989年，霍梅尼支持修改憲法，把馬爾賈的政治領導角色剝離出來，因為要求最高領袖必須身為馬爾賈被認為門檻極高，以致可能無法實現。於是馬爾賈與最高領袖不再合二為一，最高領袖必須是馬爾賈的條件被移除。

## 穆斯林的選擇
穆蓋利德選擇仿效對象是絕對自主。在多於一位馬爾賈健在的情況下，穆蓋利德可以選擇追隨某位特定的馬爾賈，這位馬爾賈不一定是最高馬爾賈，他們不必擔心這樣做會受到任何人的指責。早在馬爾賈制仍未成形的時候，什葉派學者謝里夫·穆爾塔扎提到，如果穆斯林所在的地方有多於一位穆夫提（解釋伊斯蘭教法的學者），他們可以選擇跟隨哪一位。另一位學者穆哈格奇·希利亦認為如果有多於一位穆夫提，而他們在學識和義舉上旗鼓相當，穆斯林可以按喜好選擇。如果一位穆夫提的學識更卓越，而另一位更虔誠，那麼穆斯林就必須受到前者的教令約束，因為教令是據他們的學識而來，而非虔誠態度。
穆蓋利德的選擇往往參考了馬爾賈的著作，個人喜好和家庭傳統也會影響他們的選擇。烏蘇勒派的教義禁止穆斯林追隨已去世的馬爾賈，當一位馬爾賈逝世後，他的裁決會作為什葉派的見解流傳下去，但他的追隨者不能再仿效他，因此在世的馬爾賈通常會提拔他的學生作為他的繼承人，使穆蓋利德在他去世後轉而追隨其繼承人，例如胡維與西斯塔尼就是這樣。不過，西斯塔尼卻指只要學識上沒有人超過已去世的馬爾賈，那麼穆斯林就可以仍舊追隨已去世的馬爾賈。
由於每位馬爾賈就每個議題上的見解都各不相同，穆斯林應只追隨一位馬爾賈，以免他們可以在不同的議題上選擇依從另一位馬爾賈的意見。可是，實際上穆斯林會視乎馬爾賈的見解而作出選擇，有什葉派穆斯林表示只追隨一位馬爾賈會受到很大的制肘，選擇不同的仿效泉源以滿足日常所需是最好的做法。儘管嚴格上來說，馬爾賈的見解對穆蓋利德有約束力，但實際上穆蓋利德卻可以相當隨意地評論、批評甚至無視他們所選的馬爾賈提出的見解，有時候馬爾賈的見解是為了迎合穆蓋利德的需要，甚至在某程度上可以說是由穆蓋利德決定。

## 註腳
1. ↑  Claessen（2010年），第168页
2. ↑  Wells（2005年），第179页
3. 1 2  Çakmak（2017年），第710页
4. ↑  Murphy（2007年），第41页
5. ↑  Schöttler & Homolka（2013年），第275页
6. ↑  Muro（2022年），第172页
7. 1 2  Walbridge（2001年），第4页
8. ↑  Munson（1988年），第32页
9. ↑  Steingass（1884年），第983页
10. ↑  Shabbar（2018年），第22页
11. ↑  Eedaghat（2023年），第102页
12. 1 2  Walls（2007年），The Two Returns
13. ↑  Galadari（2016年），Fatherhood of God
14. ↑  Dabashi，Nasr & Nasr（1988年），第xii页
15. ↑  Erlich（2006年），第162页
16. ↑  Al-Alwani（2005年），第97-98页
17. ↑  Abi-Aad & Grenon（1997年），第63页
18. ↑  Moussavi & Mavani（2023年），第47页
19. ↑  Bowering，Mirza & Crone（2013年），第208页
20. ↑  Sachedina（1988年），第213页
21. ↑  Steinbach & Ende（2011年），第61页
22. ↑  Dabashi，Nasr & Nasr（1989年），第177页
23. ↑  Litvak（2002年），第6页
24. ↑  Arjomand（1988年），第81页
25. 1 2  Garthwaite（2008年），第188页
26. ↑  Seiple，Hoover & Otis（2013年），第62-63页
27. ↑  Hiro（2013年），第15页
28. 1 2  Bowering，Mirza & Crone（2013年），第517页
29. ↑  Laderman & León（2014年），第162页
30. ↑  Başkan（2014年），第89页
31. ↑  Mishal & Goldberg（2014年），第21-22页
32. ↑  Kalantari（2021年），第25页
33. ↑  MacEoin（2009年），第49-50页
34. ↑  Kalantari（2021年），第26页
35. ↑  Dahlen（2004年），第90页
36. ↑  Seiple，Hoover & Otis（2013年），第63页
37. ↑  Muis等（2021年），第161页
38. ↑  Bayat（1991年），第24页
39. ↑  Algar（1980年），第219页
40. ↑  MacEoin（2009年），第51页
41. ↑  Leaman（2015年），第25页
42. ↑  Akhlaq（2023年），第103页
43. ↑  Willett（2003年），第32页
44. ↑  Ellens（2013年），第306页
45. ↑  Akhlaq（2023年），第39页
46. ↑  Milani（2018年），第48页
47. ↑  Shaery-Eisenlohr（2011年），第143页
48. 1 2  Ajami（1993年），第194页
49. ↑  Burke & Lapidus（1988年），第282页
50. ↑  Ferrari（2017年），第392页
51. ↑  Tezcür（2010年），第92-93页
52. ↑  Ehteshami（2002年），第53页
53. ↑  Menashri（2012年），第40页
54. ↑  Akhlaq（2023年），第110页
55. ↑  Behrooz（1996年），第93-100页
56. ↑  Mahmood（2006年），第40页
57. ↑  Alagha（2006年），第74页
58. 1 2  Moussavi（1985年），第35-51页
59. ↑  Walbridge（2001年），第5页
60. ↑  Mavani（2013年），第153页
61. ↑  Lambton（1964年），第115-135页
62. ↑  Algar（1980年），第8-9页
63. ↑  Walbridge（2001年），第231页
64. ↑  Rezai-Rashti，Mehran & Abdmolaei（2019年），第133页
65. ↑  Takim（2022年），第43页
66. ↑  Korany（2014年），第310页
67. 1 2  Tabbaa & Mervin（2014年），第119页
68. ↑  Dougherty & Ghareeb（2013年），第280页
69. ↑  Jaffrelot & Louër（2019年），第212-213页
70. ↑  Louër（2011年），第77-78页
71. ↑  Akhlaq（2023年），第106页
72. 1 2  Mahmood（2006年），第37页
73. ↑  Çakmak（2017年），第1097页
74. ↑  Mallat（1993年），第56页
75. ↑  Clarke（2018年），第248-249页
76. ↑  Masud（2022年），第172页
77. ↑  Brockopp & Eich（2008年），第5页
78. ↑  Jones & Karim（2005年），第131页
79. ↑  Monsutti（2007年），第257页
80. ↑  Al-Jaber & Ulrichsen（2021年），第144页
81. 1 2  Zulkifli（2013年），第100页
82. ↑  Amineh（2007年），第150页
83. ↑  Litvak & Bengio（2014年），第100页
84. ↑  Walbridge（2001年），第64页
85. ↑  Kamrava（2022年），第172页
86. ↑  Ghobadzadeh（2014年），第193-194页
87. ↑  Shahin & Esposito（2016年），第181页
88. ↑  Ayatollahi（2022年），第120页
89. ↑  Mashayekhi & Farsoun（2005年），第40-41页
90. ↑  Kia，Kirk & Jebnoun（2013年），第208页
91. ↑  Litvak & Bengio（2014年），第106-107页
92. ↑  Ansari & Martin（2014年），第153页
93. ↑  Fischer & Abedi（1990年），第129页
94. ↑  Tayebipour（2023年），第25-26页
95. ↑  Shaw & Demy（2019年），第796页
96. ↑  Rippin（2013年），第231页
97. ↑  Walbridge（2001年），第223页
98. ↑  Mallat（2007年），第159页
99. ↑  Bensel（2022年），第450页
100. ↑  Adib-Moghaddam（2014年），第77页
101. ↑  Law（2022年），第468页
102. ↑  Mallet & Connors（1990年），第76页
103. ↑  Akhlaq（2023年），第102页
104. ↑  Roberson（2003年），第45页
105. ↑  Mishal & Goldberg（2014年），第17页
106. ↑  Louër（2011年），第78-79页
107. ↑  Leichtman（2015年），第123页
108. ↑  Bowen（2014年），第138页
109. ↑  Clarke（2009年），第65页
110. ↑  Reilly & Scriver（2013年），第64页
111. ↑  Clarke & Inhorn（2011年），第409-427页